# Guthnick (cràter)
Guthnick és un cràter d'impacte que es troba a la cara oculta de la Lluna, tot i que és visible des de la Terra durant les libracions, encara que només pot ser vist sota un angle molt estès i amb condicions de llum favorables. Guthnick està situat a la part sud de l'enorme faldilla de material expulsat que envolta la conca d'impacte de la Mare Orientale. A menys d'un diàmetre del cràter cap al nord-oest es troba el una mica més gran cràter Rydberg. Al sud-sud-oest es troba el petit cràter Andersson.

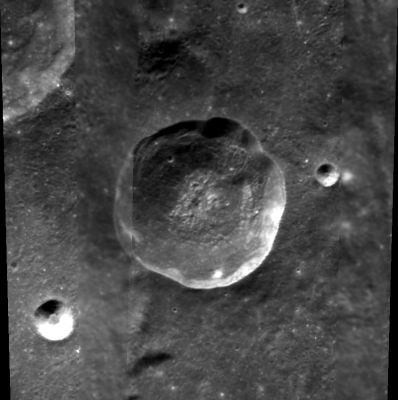
Fotografia de la missió Clementine (1994)
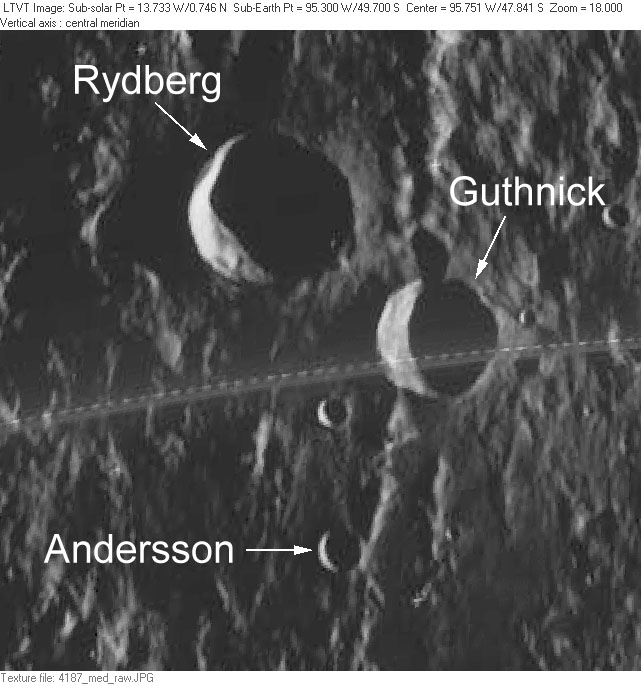
Fotografia de la missió Lunar Orbiter 4

La vora exterior d'aquest cràter no té vores esmolades i d'erosió significativa. Presenta una petita corba cap a l'exterior en el seu costat nord-est, però per la resta la vora és gairebé circular. El material de la superfície interna s'ha desplomat prop del sòl del cràter, formant una vora inclinada sense terrasses al voltant de la major part del perímetre. La petita plataforma interior està situada al centre del talús d'aquest anell, sense altres elements destacables.
Aquest cràter és a prop de el centre de la Conca Mendel-Rydberg, una àmplia depressió de 630 km formada per un impacte durant el Període Nectarià.